# Dans la peau de Daho
Albums de Étienne Daho
Daho Live
(2001) Réévolution
(2003)
Dans la peau de Daho est un coffret de trois CD du chanteur français Étienne Daho sorti en 2002. Il regroupe des inédits, des faces B, des remixes et des titres issus de ses albums. 

## Titres de l'album
- Disque 1

1. Beauty And Pride - 03:28 - Live TV avec Elli Medeiros
2. Il Ne Dira Pas - 03:22 - single edit
3. L'Été - 03:43
4. Encore Cette Chanson - 02:48
5. Mythomane - 02:30
6. Le Grand Sommeil - 04:02
7. Sortir Ce Soir (Live) - 04:54
8. Week End À Rome - 04:10 - avec la participation de Lio
9. Signé Kiko - 03:58
10. Promesses (Live) - 04:12
11. Tombé Pour La France - 04:11
12. La Ballade D'Edie S. - 03:45
13. Chez Les Yéyé - 02:37
14. Et Si Je M'En Vais Avant Toi - 03:23 - en duo avec Françoise Hardy
15. (Qui Sera) Demain Mieux Que Moi - 04:02
16. Epaule Tatoo - 04:23 - Single Remix
17. Paris Le Flore - 04:12
18. Duel Au Soleil - 04:20
19. Late Night - 03:03
20. Epaule Tatoo - 05:30 - William Orbit Remix

- Disque 2

1. Bleu Comme Toi - 03:23 - Single Edit
2. Affaire Classée - 03:19
3. Carribean Sea (Live) - 04:21
4. Stay With Me - 04:24 - Single Edit
5. Des Heures Hindoues - 03:48 - Single Remix
6. Don'T Forget The Nite - 02:38
7. Chanson Pour Caméléon - 02:28
8. Saudade - 03:28
9. Des Attractions Désastre - 03:08
10. Les Voyages Immobiles - 03:06
11. Comme Un Igloo - 03:50
12. Rue Des Petits Hôtels - 03:16
13. Un Homme À La Mer - 03:50
14. Dommage Que Tu Sois Mort - 02:06
15. Mon Manège À Moi - 03:51
16. Tous Les Goûts Sont Dans Ma Nature - 03:04 - en duo avec Jacques Dutronc
17. X Amours - 03:21
18. Jungle Pulse - 03:48
19. Le Baiser Français - 03:49
20. Sally Go Round The Roses - 03:46 - Avec les Comateens
21. Sleep - 02:12 - - Avec les Comateens

- Disque 3

1. Au Commencement - 03:55
2. Les Pluies Chaudes De L'Été - 04:34
3. Les Bords De Seine - 03:27 - en duo avec Astrud Gilberto
4. Me Manquer - 03:42 - (Air Remix : "Londres an été")
5. Soudain (Live) - 03:21
6. L'Enfer Enfin - 03:24
7. Quand Tu M'Appelles Eden - 03:33
8. De Bien Jolies Flammes - 03:29 - Rough Mix
9. Sur Mon Cou (Live) - 03:52
10. Le Premier Jour - 04:00
11. Dis Lui Toi Que Je T'Aime - 03:27 - en duo avec Vanessa Paradis
12. Corps Et Armes - 04:05
13. Le Brasier (Live) - 04:09
14. La Baie - 05:20
15. Mon Amour Baiser - 02:30 - en duo avec Jane Birkin
16. San Antonio De La Luna - 03:42
17. Ouverture (Live) - 04:18
18. Comme Un Boomerang - 02:55 - en duo avec Dani
19. Tu Mi Delirio - 03:45